# Eduard von Stoesser
Karl Eduard Christian von Stoesser (* 7. November 1791 in Preußisch Holland; † 16. Juni 1861 in Glogau) war ein preußischer Generalleutnant und Kommandeur der 9. Division.

## Leben

### Herkunft
Eduard war ein Sohn des preußischen Oberst Karl Philipp Friedrich von Stoesser (1749–1822) und dessen Ehefrau Henriette, geborene von Dobeneck († 1821). Sein Vater stand zuletzt als Kommandeur im Infanterieregiment „von Reinhardt“ und war Ritter des Ordens Pour le Mérite. Der Großvater Philipp Adam von Stoesser war ebenso Oberst, in Württemberg, und dort Kommandant von Hohenasperg.

### Militärkarriere
Stoesser trat am 1. Mai 1805 als Gefreitenkorporal in die Preußische Armee ein und wurde im Infanterieregiment seines Vaters angestellt. Als Fähnrich nahm er während des Vierten Koalitionskrieges an der Verteidigung von Danzig teil. Anfang April 1807 avancierte Stoesser zum Sekondeleutnant und wurde am 3. Juli 1813 als Premierleutnant Adjutant der 9. Brigade. Während der Befreiungskriege befand er sich bei der Belagerung von Erfurt. In der Schlacht bei Großgörschen erwarb er das Eiserne Kreuz II. Klasse. Stoesser kämpfte bei Bautzen, Dresden und erhielt für sein Verhalten bei Leipzig den Orden des Heiligen Wladimir IV. Klasse sowie das Eiserne Kreuz I. Klasse. Im Jahr darauf kämpfte er bei Laon und Paris und stieg am 8. April 1814 zum Stabskapitän auf. 1815 kämpft er in der Schlacht bei Waterloo und wurde am 10. April 1815 als Kapitän und Kompaniechef in das 18. Infanterie-Regiment versetzt. 
Er wurde am 18. Juni 1824 zum Major befördert und war von Ende März 1825 bis Ende März 1834 Kommandeur des II. Bataillons im 7. Landwehr-Regiment. Anschließend folgte seine Versetzung in das 10. Infanterie-Regiment und am 30. März 1838 die Beförderung zum Oberstleutnant. Man beauftragte ihn dann am 30. März 1839 zunächst mit der Führung des 22. Infanterie-Regiments, ernannte Stoesser am 28. Januar 1840 zum Regimentskommandeur und er avancierte am 30. März 1840 zum Oberst. Am 17. Oktober 1844 wurde er als Kommandeur zur 9. Landwehr-Brigade versetzt und dort am 31. März 1846 zum Generalmajor befördert. Am 20. Oktober 1849 wurde er dann Kommandeur der 3. Division in Stettin und am 19. April 1851 zum Generalleutnant befördert. Am 4. November 1851 übernahm Stoesser die 9. Division in Glogau. In dieser Stellung zeichnete ihn König Friedrich Wilhelm IV. am 21. April 1855 mit dem Roten Adlerorden I. Klasse mit Eichenlaub aus, bevor er am 19. Mai 1855 mit Pension in den Ruhestand versetzt wurde. Er starb am 16. Juni 1861 in Glogau.

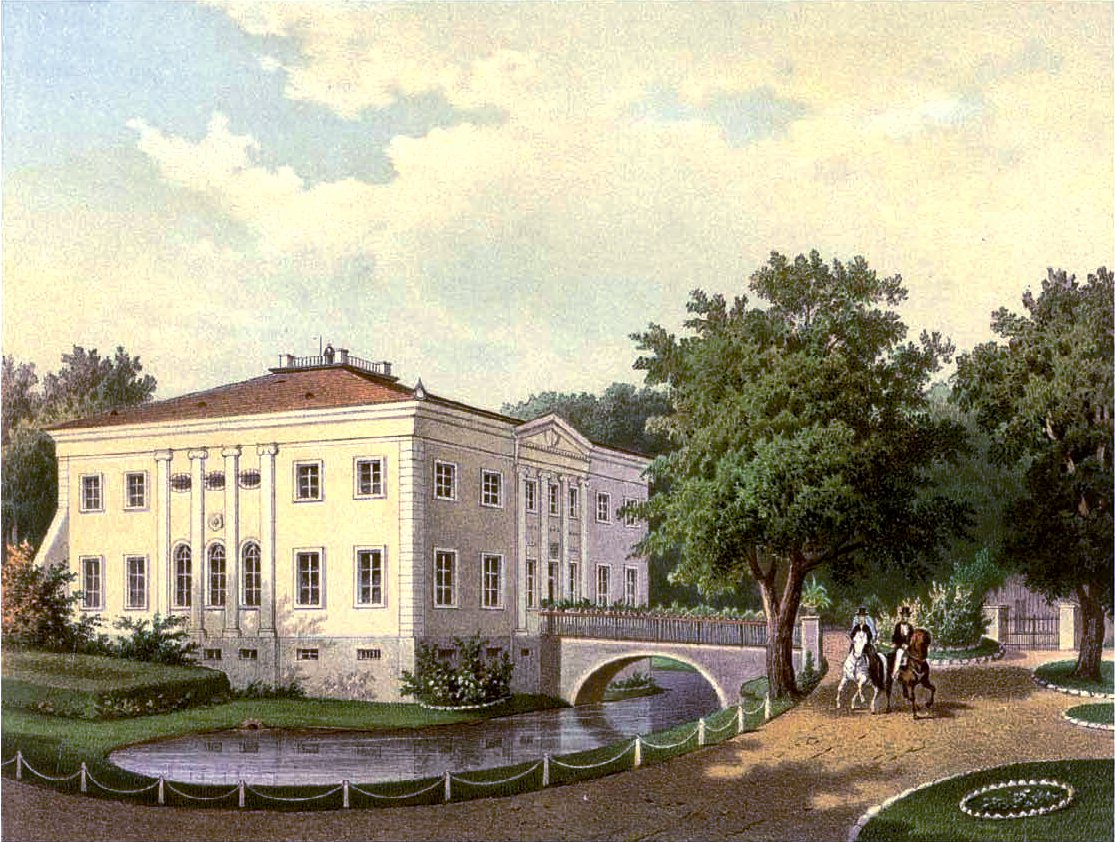
Schloss Rackschütz. Besitz der Familie von Debschütz, dann der Familie von Stoesser. Um 1868.

### Familie
Stoesser heiratete am 12. September 1820 in Rackschütz Luise von Dobschütz (1800–1878), die Gut und Schloss Rackschütz in die Ehe einbrachte und formell die Gutsbesitzerin blieb. Sie war eine Tochter des Landschaftsdirektors und Landrats des Kreises Neumark Otto Ferdinand von Debschütz (* 1763). Aus der Ehe gingen sechs Kinder hervor, von denen jedoch nur zwei das Erwachsenenalter erreichten. Die Tochter Thekla (1821–1874) heiratete 1848 Wilhelm von Brandenstein (1819–1894), Geheimer Justizrat und Senatspräsident; der Sohn Guido (1826–1896) ehelichte 1854 Therese Stein von Kamienski (1836–1911), eine (Adoptiv)-Tochter der Wilhelmine von Dobschütz (1798–1854) und des Generalmajors Friedrich Stein von Kaminski.